# Fernando Soriano
Fernando Soriano Marco (Zaragoza, 24 de septiembre de 1979) es un exfutbolista, entrenador y director deportivo español, cargo que actualmente ejerce en el Real Club Deportivo de La Coruña.

## Trayectoria

### Como jugador
Debuta como jugador profesional en el Real Zaragoza B en la temporada 1998-99. Permanecerá en el filial del Real Zaragoza hasta el 2001, año en el que será cedido al Real Club Recreativo de Huelva . Con este equipo conseguirá el ascenso a Primera División de España, tras ello vuelve a Zaragoza y esta vez para jugar en el primer equipo pero en Segunda división, esto será por poco tiempo ya que a la temporada siguiente (2002-2003) el Real Zaragoza asciende a Primera división. Este será el segundo ascenso que logra este jugador en su carrera deportiva. En su vuelta a Primera División de España, consigue 2 títulos con el Real Zaragoza: la Copa del Rey y la Supercopa de España, todo ello en la temporada 2003-04. Permanecerá en este equipo hasta 2005, ya que a partir de este año entrará a formar parte de la plantilla de la Unión Deportiva Almería. En la temporada 2006-2007 logra ascender a la Primera División de España con este equipo almeriense, siendo su tercer ascenso a la máxima categoría.
En 2010, tras finalizar su contrato, ficha por el Club Atlético Osasuna.
El 25 de julio de 2011 regresa a la UD Almería tras rescindir su contrato con el Osasuna. En la temporada 2012-2013 consigue su 4.º ascenso a la Primera División española con la Unión Deportiva Almería.Permanecerá allí hasta convertirse en entrenador del mismo equipo en mayo de 2016

### Como entrenador
En mayo de 2016, el jugador maño releva en el cargo a Néstor Gorosito, y Soriano se hará cargo del equipo para las 4 últimas jornadas. El presidente del club, Alfonso García Gabarrón, le propuso hacerse cargo del banquillo del conjunto andaluz. El capitán del equipo ha aceptado el reto. De esta manera, rescinde su contrato como jugador para pasar a dirigir al conjunto almeriense. Llegó al cuadro andaluz en la temporada 2005-2006 y después de 10 años como jugador rojiblanco se convierte en su nuevo entrenador, consiguiendo el objetivo de la permanencia quedando imbatido como entrenador con 2 empates y 2 victorias.
Tras lograr permanecer en segunda división, continúa la siguiente temporada 2016/17  en el equipo andaluz hasta la jornada 27, en la que fue destituido después de perder 2-3 contra el UCAM Murcia dejando al equipo colista con solo 25 puntos y tras encadenar 9 jornadas consecutivas sin conocer la victoria, le sustituyó en el cargo el exmadridista Luis Miguel Ramis.

### Como director deportivo
En diciembre de 2018, firma como director deportivo de la UD Ibiza de la Segunda División B de España, con el que lograría el ascenso a la Segunda División de España al término de la temporada 2020-21.
En la temporada 2021-21, sería el encargado de confeccionar la plantilla de la UD Ibiza en la Segunda División de España. El 7 de abril de 2022, abandonaría el conjunto balear por discrepancias con el presidente Amadeo Salvo.
El 16 de junio de 2023, firma como director deportivo del RC Deportivo de La Coruña.

## Clubes

### Como jugador
| Club                       | País   | Año       |
| -------------------------- | ------ | --------- |
| Real Zaragoza "B"          | España | 1998-2001 |
| R. C. Recreativo de Huelva | España | 2001-2002 |
| Real Zaragoza              | España | 2002-2005 |
| U. D. Almería              | España | 2005-2010 |
| C. A. Osasuna              | España | 2010-2011 |
| U. D. Almería              | España | 2011-2016 |

### Como entrenador
| Club          | País   | Año       | P  | PG | PE | PP | % v.  |
| ------------- | ------ | --------- | -- | -- | -- | -- | ----- |
| U. D. Almería | España | 2016      | 4  | 2  | 2  | 0  | 50    |
| U. D. Almería | España | 2016-2017 | 27 | 6  | 7  | 14 | 22,22 |

### Como director deportivo
| Club                         | País   | Año       |
| ---------------------------- | ------ | --------- |
| U. D. Ibiza                  | España | 2018-2022 |
| R. C. Deportivo de La Coruña | España | 2023-     |

## Palmarés

### Como jugador
Campeonatos nacionales
| Título              | Club          | País   | Año  |
| ------------------- | ------------- | ------ | ---- |
| Copa del Rey        | Real Zaragoza | España | 2004 |
| Supercopa de España | Real Zaragoza | España | 2004 |